# Acajutla
Acajutla je salvadorské město rozkládající se v západní části státu, v depertementu Sonsonate na pobřeží Tichého oceánu. Žije zde více než 55 000 obyvatel (včetně okolních osad, které jsou součástí municipality Acajutla). Ve městě se nachází největší salvadorský námořní přístav, ve kterém je realizována podstatná část zahraničního obchodu Salvadoru (vývoz kávy a dalších zemědělských výrobků) a rafinérie ropy.